# 야로스와프군

포트카르파츠키에주 지도에 표시된 야로스와프군의 위치

야로스와프군(폴란드어: powiat jarosławski)은 폴란드 포트카르파츠키에주에 위치한 군으로 군청 소재지는 야로스와프이며 면적은 1,029.15km2, 인구는 120,462명(2019년 기준), 인구 밀도는 120명/km2이다.
남쪽으로는 프셰미실군, 서쪽으로는 프셰보르스크군, 동쪽으로는 루바추프군, 우크라이나와 접한다. 11개 지방 자치체(2개 도시, 1개 도시형 농촌, 8개 농촌)를 관할한다.

군 문장